# Palmojádrový olej

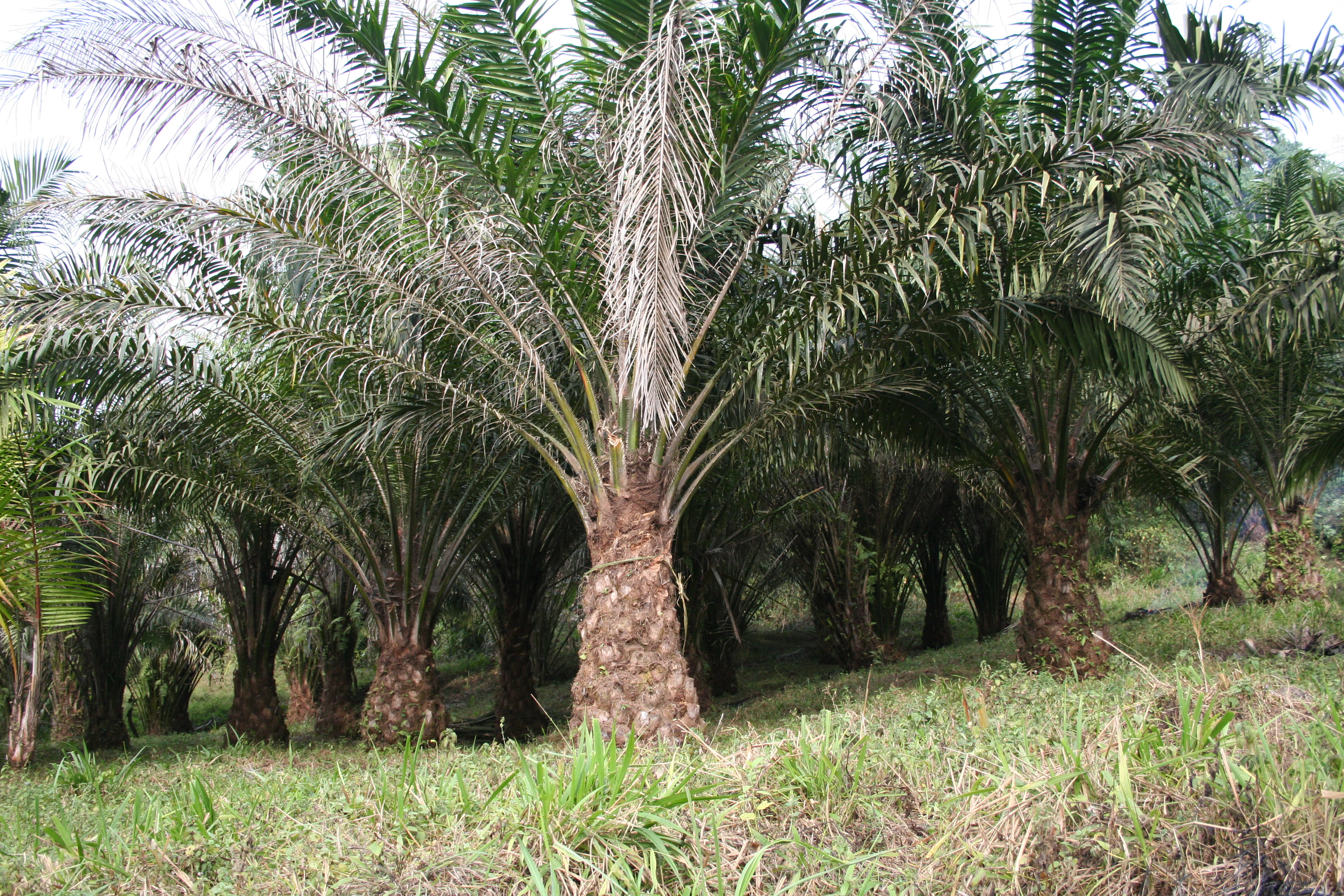
Palma olejná

Palmojádrový olej je jedlý rostlinný olej získávaný z jader plodů palmy olejné (též zvané olejnice guinejská, Elaeis guineensis). Je třeba rozlišovat tento olej a další dva jedlé oleje získávané z palmových plodů: kokosový olej, získávaný z jader kokosových ořechů, a palmový olej, extrahovaný z oplodí plodů palmy.

## Charakteristika
Palmojádrový olej, kokosový olej a palmový olej mají vysoký obsah nasycených mastných kyselin. Palmojádrový olej, který je za pokojové teploty polotuhý, má nasycených kyselin více než zbývající dva oleje. Podobně jako ostatní rostlinné oleje, všechny tři zmíněné oleje neobsahují cholesterol (obsažený v nerafinovaných živočišných tucích), ovšem nasycené tuky zvyšují jak hladinu LDL, tak HDL cholesterolu.

## Použití
Palmojádrový olej je běžnou surovinou pro vaření. Rostoucí použití ve světovém potravinářském průmyslu zaznamenává díky nízké ceně, vysoké oxidativní stabilitě nasycených tuků (vhodné pro smažení a fritování) a absenci jak cholesterolu, tak transmastných kyselin, které jsou nezdravé z hlediska kardiovaskulárního systému.